# ماركوس ميرفي
ماركوس ميرفي (بالإنجليزية: Marcus Murphy)‏ هو لاعب كرة قدم أمريكية أمريكي، ولد في 3 أكتوبر 1991 في دي سوتو في الولايات المتحدة.

## وصلات خارجية
- ماركوس ميرفي على موقع مرجع كرة القدم المحترفة.كوم (الإنجليزية)